# Provisorische Regierung der DDR
Die Provisorische Regierung der DDR wurde per Gesetz über die Regierung der DDR (beschlossen durch die Provisorische Volkskammer) am 7. Oktober 1949 gebildet. Sie bestand bis zum 7. November 1950, danach wurde der Ministerrat die Regierung der DDR.
Laut dem Gesetz galten als Mitglieder der Regierung: Der Ministerpräsident, seine 3 Stellvertreter und die 14 Fachminister. (bzw. 15 nach der Erhebung des Ressorts Staatssicherheit durch das Gesetz über die Bildung eines Ministeriums für Staatssicherheit vom 8. Februar 1950 zu einem Ministerium)
| Amt | Name | Partei    | Staatssekretär           | Partei |
| --- | --- | --------- | ------------------------ | ------ |
| Ministerpräsident | Otto Grotewohl                                                                                          | SED       | Fritz Geyer              | SED    |
| Stellvertreter des Ministerpräsidenten | Walter Ulbricht verantwortlich für das Amt für Jugendfragen und Leibesübungen                           | SED       |                          |        |
| Stellvertreter des Ministerpräsidenten | Hermann Kastner (bis Juli 1950) verantwortlich für den Förderungsausschuss für die deutsche Intelligenz | LDPD      |                          |        |
| Stellvertreter des Ministerpräsidenten | Otto Nuschke verantwortlich für die Verbindung zu den Kirchen                                           | CDU       |                          |        |
| Minister für Auswärtige Angelegenheiten | Georg Dertinger                                                                                         | CDU       | Anton Ackermann          | SED    |
| Minister des Inneren | Karl Steinhoff                                                                                          | SED       | Hans Warnke              | SED    |
| Minister der Finanzen | Hans Loch                                                                                               | LDPD      | Willy Rumpf              | SED    |
| Minister für Volksbildung | Paul Wandel                                                                                             | SED       | Ruth Fabisch             | LDPD   |
| Minister für Industrie | Fritz Selbmann                                                                                          | SED       | Alfred Wunderlich        | NDPD   |
| Minister für Planung 1950 umgewandelt in die Staatliche Plankommission                                                                                | Heinrich Rau                                                                                            | SED       | Bruno Leuschner          | SED    |
| Minister für Außenhandel und Materialversorgung Ab 11. Nov. 1949 umbenannt in: Minister für Innerdeutschen Handel, Außenhandel und Materialversorgung | Georg Ulrich Handke                                                                                     | SED       | Hans-Paul Ganter-Gilmans | CDU    |
| Minister für Handel und Versorgung | Karl Hamann                                                                                             | LDPD      | Rudolf Albrecht          | DBD    |
| Minister für Aufbau | Lothar Bolz                                                                                             | NDPD      | Wilhelm von Stoltzenberg | LDPD   |
| Minister für Arbeit und Gesundheitswesen | Luitpold Steidle                                                                                        | CDU       | Paul Peschke             | SED    |
| Minister für Justiz | Max Fechner                                                                                             | SED       | Helmut Brandt            | CDU    |
| Minister für Post und Fernmeldewesen | Friedrich Burmeister                                                                                    | CDU       | Wilhelm Schröder         | SED    |
| Minister für Verkehr | Hans Reingruber                                                                                         | parteilos | Wilhelm Bachem           | CDU    |
| Minister für Land- und Forstwirtschaft | Ernst Goldenbaum                                                                                        | DBD       | Paul Merker              | SED    |

## Änderungen
| Amt                                                                                    | Name            | Partei | Staatssekretär | Partei |
| -------------------------------------------------------------------------------------- | --------------- | ------ | -------------- | ------ |
| Eingerichtet ab 12. Oktober 1949: Amt für Information beim Ministerpräsidenten der DDR | Gerhart Eisler  | SED    |                |        |
| Eingerichtet ab 8. Februar 1950: Minister für Staatssicherheit                         | Wilhelm Zaisser | SED    |                |        |

| Vorgänger              | Regierung der Deutschen Demokratischen Republik | Nachfolger          |
| ---------------------- | ----------------------------------------------- | ------------------- |
| Alliierter Kontrollrat | Provisorische Regierung der DDR 1949–1950       | Ministerrat der DDR |